# Bartoloni
Bartoloni (Bartolani) – polski herb szlachecki, odmiana herbu Nałęcz z nobilitacji.

## Opis herbu
W polu czerwonym chusta srebrna, ułożona w koło, związana u dołu, z opuszczonymi końcami, z dwoma krzyżami kawalerskimi złotymi w słup; jednym w środku, drugim pod nawiązaniem.
Klejnot: Krzyż jak w godle między lilią srebrną z prawej i różą czerwoną z lewej.
Labry: Czerwone, podbite srebrem.

## Najwcześniejsze wzmianki
Nadany 10 kwietnia 1589 roku lekarzowi z Sandomierza Stanisławowi Bartolani.
Herb jest wynikiem adopcji do Nałęcza.

## Herbowni
Bartoloni - Bartolani.